# Alexandre Obertelli
Alexandre Obertelli (* 10. April 1978 in Paris) ist ein französischer experimenteller Kernphysiker.

## Leben
Obertelli studierte ab 1999 Physik an der Universität Paris XI mit dem Master-Abschluss 2002 und der Promotion in Kernphysik 2005 (La fermeture de sous-couche N=16), die er am Institut für fundamentale Physik (Institute of research into the fundamental laws of the Universe, IRFU, CEA-Saclay) anfertigte. Als Post-Doktorand war er am National Superconducting Cyclotron Laboratory (NSCL) der Michigan State University.  Ab 2006 forschte er wieder am IRFU. 2011 habilitierte er sich an der Universität Paris XI. Ab 2017 war er an der Technische Universität Darmstadt. Für 2019 erhielt er eine Humboldt-Professur.
Er befasst sich mit Spektroskopie instabiler (radioaktiver) Kerne, wofür er neue Methoden entwickelte. Ab 2010 untersuchte er kurzlebige Kerne mit In-Beam Gammaspektroskopie am RIBF des RIKEN. Dafür wurde der MINOS Vertex Tracker entwickelt (ein Target-Behälter aus flüssigem Wasserstoff mit einer kompakten Spurendriftkammer). Obertelli suchte damit unter anderem nach exotischen Kernen mit neuen magischen Zahlen. In Darmstadt ist er Sprecher des PUMA-Experiments (antiProton Unstable Matter Annihilation), bei dem Neutronenhäute und -halos um neutronenreiche mittelschwere Kerne (als Beispiel für Neutronenmaterie niedriger Dichte) mit Antiprotonen untersucht werden.
2010 erhielt er einen ERC Starting Grant und 2018 einen ERC Consolidator Grant (dotiert mit 2,5 Millionen Euro über fünf Jahre). 2013/14 war er Stipendiat der Japan Society for the Promotion of Science am RIKEN. Er ist im Nutzer-Exekutivkomitee der Radioactive Isotope Beam Factory (RIBF) des RIKEN und Ko-Sprecher der SEASTAR Kollaboration. Er ist ab 2018 im wissenschaftlichen Rat der R3B (Reaktionen mit relativistischen radioaktiven Strahlen) Projektgruppe am FAIR in Darmstadt. Er ist in den wissenschaftlichen Leitungskomitees von GANIL und des Instituts für Kernphysik (IPN) in Orsay.
Prof. Obertelli ist (Stand 2025) Geschäftsführender Direktor des Instituts für Kernphysik (IKP) der Technische Universität Darmstadt.

## Schriften (Auswahl)
- Alexandre Obertelli, Hiroyuki Sagawa: Modern Nuclear Physics (= UNITEXT for Physics). Springer Singapore, Singapore 2021, ISBN 978-981-16-2288-5, doi:10.1007/978-981-16-2289-2 (englisch).